# Христо Герчев
Христо Герчев е български филолог, библиограф, публицист, краевед, журналист, преводач, писател, поет, литературен критик, обществен деец, самоук художник и изследовател на културно-историческото минало на България.

## Биография
Роден е в Шумен на 10 декември 1883 г. Произхожда от възрожденско семейство. Учител е в с. Белокопитово (1901 – 1902) и Плевен (1903 – 1906). През 1904 – 1905 г. е активен сътрудник на списанията „Българска сбирка“ и „Учителска мисъл“. Превежда на български пиеси на Чехов, творби от Гогол, Горки, Куприн, Метерлинк, Байрон и други писатели и поети.
Следва литература в Йена (1906 – 1907). Завършва Софийския университет (1907 – 1911) като студент на професорите Любомир Милетич и Беньо Цонев. По време на следването си се отличава, като разработва темите „Поглед върху развоя на българската диалектология“ – издание на Семинара по славянска филология при университета в София, кн. III (1906 – 1909), и „Библиография на литературната ни история и критика за времето от 1900 до 1910 г.“ – Сборник на БАН, кн. XIV, София, 1921 г., с което привлича вниманието на изявените му преподаватели върху личността си и своите заложби.
Учител е във Втора софийска гимназия (1911 – 1913) и Шумен (1913 – 1920, 1935 – 1944). Директор на Шуменската девическа гимназия.
В началото на ХХ век се движи в творческите среди и контактува с почти всички от изявените творци, като Димитър Подвързачов, Николай Лилиев, Димчо Дебелянов, Христо Силянов, Георги Райчев. В редакцията на вестник „Ден“ се запознава с Константин Величков и с други „пишещи братя“ – Стоян Дринов, Страшимир Кринчев, Рачо Стоянов, Христо Цанков-Дерижан и т.н. Член е на Съюза на българските учени, писатели и художници.
По време на Първата световна война е командирован в Народната библиотека при неговия съгражданин Стилиян Чилингиров, където има възможност да се запознае с материалите от пренесената в София (и изоставена преди това в Ниш през октомври 1915 г.) сръбска Йеронимова народна библиотека, заедно с колекции от белградските Държавна и Народна библиотеки. Въз основа на проучванията си и изследванията които осъществява, публикува статии и брошури във вестник „Моравски глас“. През 1918 – 1919 г. успява да подготви книгата си „Сръбски свидетелства върху българите в Моравско“, която е издадена от Съюза на българските учени, писатели и художници през 1921 г. Книгата е преведена на френски език от професор Стоян Романски.
В личния архив и библиотека на Христо Герчев се съхраняват много книги, брошури и статии, посветени на българите в Западните покрайнини и Моравско, както и 3 писма до него от видния деец, организатор и ръководител на ВМОРО Тодор Александров.
След 9 септември 1944 г. му е скалъпено обвинение, вследствие на което е отстранен от директорския пост на Шуменската девическа гимназия „Нанчо Попович“. Забранено му е да развива всякаква културна дейност, както и да участва в обществения живот на страната. Умира в забвение в Шумен на 8 декември 1966 г.

## Творчество
Автор е на многобройни стихотворения, разкази, пародии, рецензии, научни изследвания и жупналистически публикации в списанията „Право дело“, „Учителска мисъл“, „Българска сбирка“, „Славянски глас“, както и във вестниците „Ден“ и „Българан“. През 1919 г. основава и редактира до Деветнадесетомайския преврат 1934 година вестник „Шуменски вести“, преименуван по-късно на „Нови шуменски вести“.